# L'Or Mbongo
L'Or Mbongo, née le 6 juillet 1978 à Matadi (République démocratique du Congo), est une chanteuse de gospel et chantre vivant à Kinshasa.

## Biographie
L'Or Mbongo fait ses études au lycée Sainte-Germaine de Ndjili et y obtient en 1997 un diplôme d'État en section commerciale et administrative. Elle s'inscrit ensuite à l'université de Kinshasa mais doit interrompre ses études faute de moyens.
Dans la fin des années 1990, elle chante dans un groupe de son église. Elle rencontre en 1999 Christian Lemba, qui la lance pleinement sur la voie de la chanson. Elle l'épousera en 2000 et ensemble, ils fonderont en 2001 le groupe La Mano di Dio. Ce groupe la fera connaître en République démocratique du Congo puis à l'international.
En-dehors de son activité de chanteuse, L'Or Mbongo s'investit dans le caritatif. Elle apporte son soutien à des orphelinats et a entrepris la construction d'un centre de santé à Maluku. Le 4 avril 2009, elle est nommée ambassadrice de la lutte anti-mines.

## Discographie
- 2002 : Tina te Eza na Tina
- 2004 : Nsimbulu
- 2006 : Cadeau de Mariage (Maxi-Single)
- 2007 : Yesu Kaka
- 2010 : Scusa
- 2014 : Oracle de l'Éternel
- 2019 :  Ma Robe de Gloire